# Efferia costalis
Efferia costalis är en tvåvingeart som först beskrevs av Samuel Wendell Williston  1885.  Efferia costalis ingår i släktet Efferia och familjen rovflugor. Inga underarter finns listade i Catalogue of Life.